# Muzeul Arhitecturii Populare din Gorj

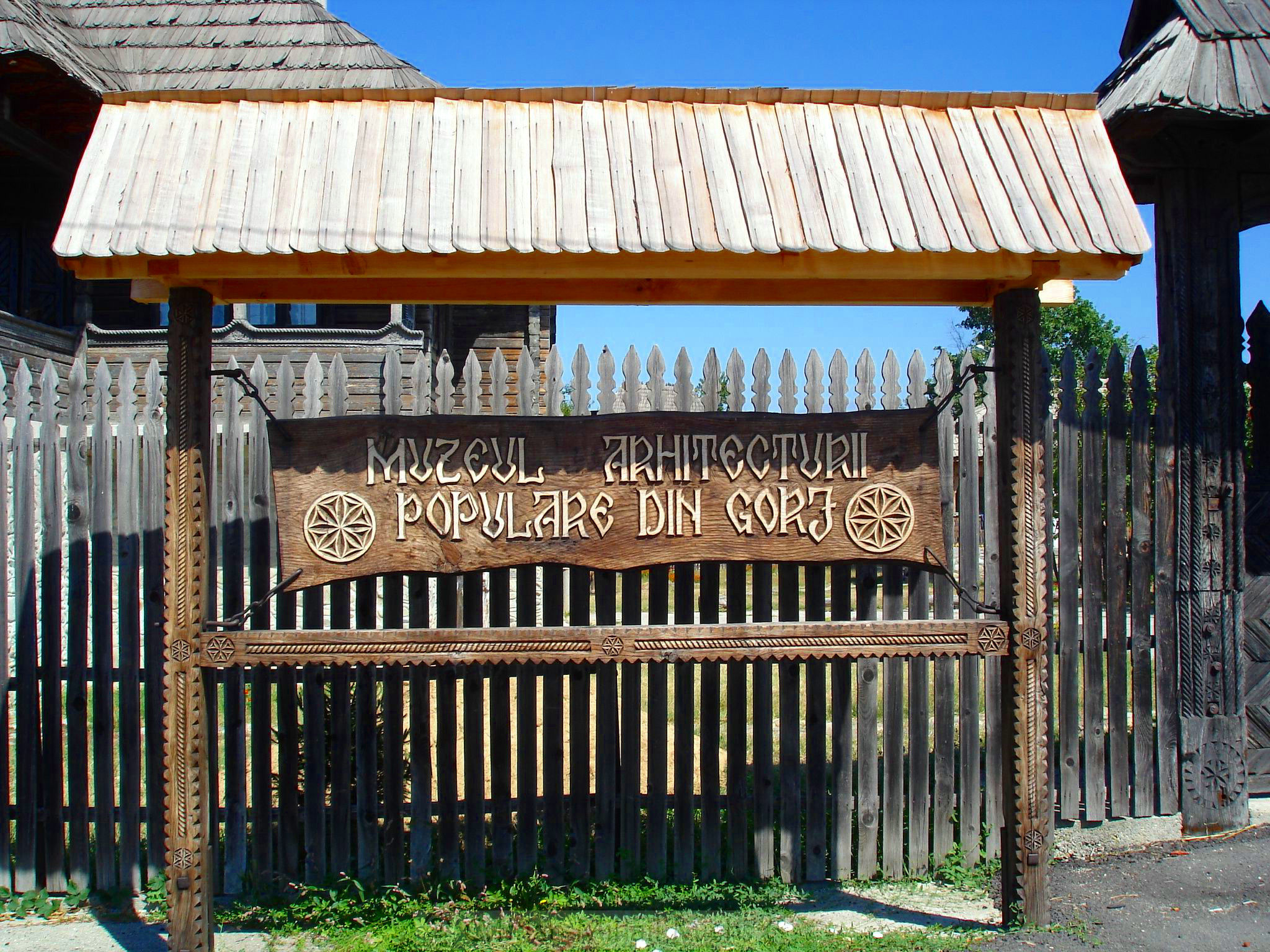
Poarta de intrare în muzeu

Muzeul Arhitecturii Populare din Gorj este un muzeu în aer liber, situat în satul Curtișoara, județul Gorj , în prezent cartier al orașului Bumbești-Jiu, care cuprinde monumente de arhitectură și tehnică populară din Gorj. Este declarat monument istoric, cu cod LMI GJ-II-a-A-09256, sub denumirea „Muzeul Arhitecturii Populare Gorjenești”.

## Istoric

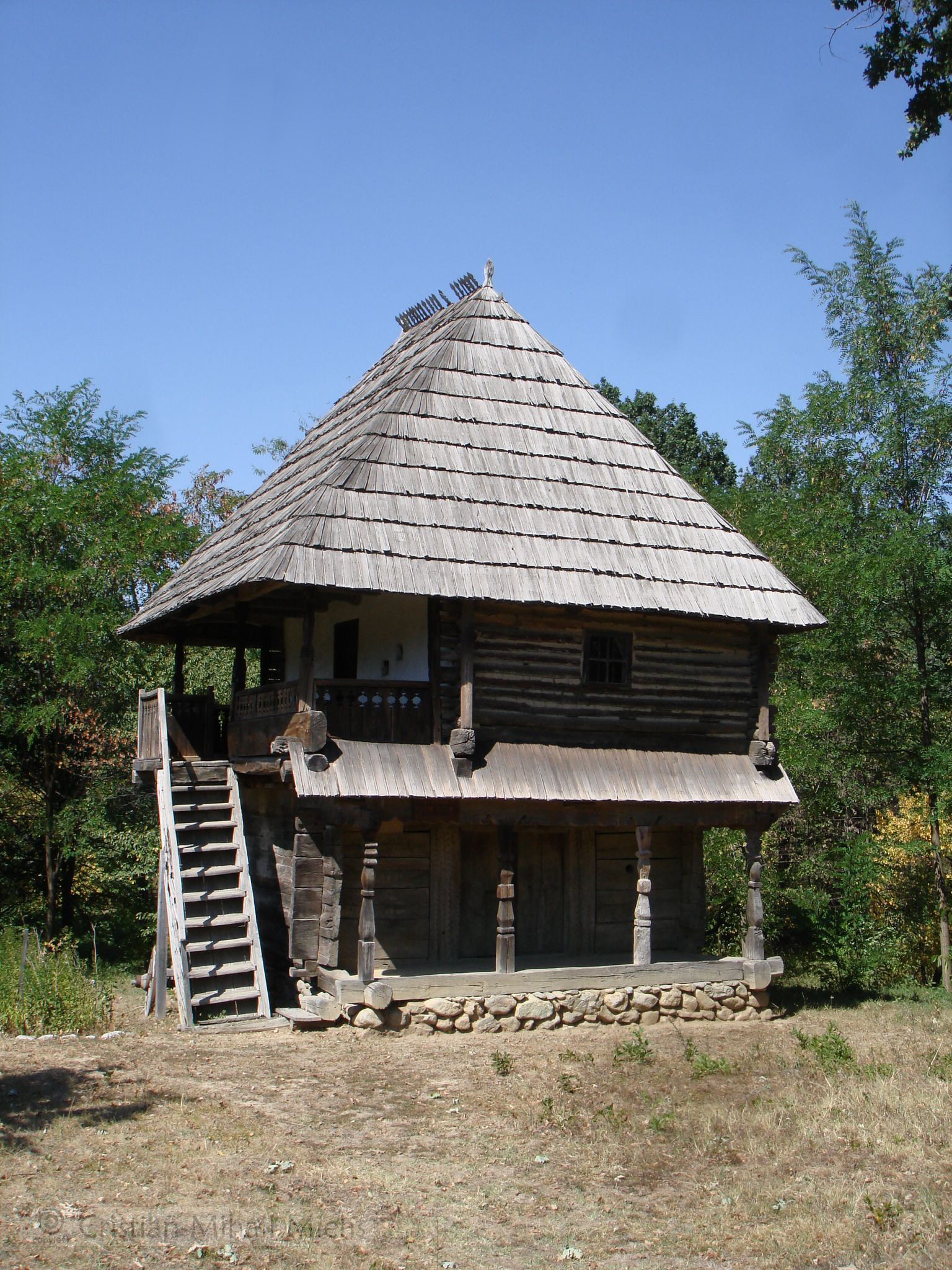
Casa Popii Udriște din satul Olari, comuna Plopșoru, ridicată în 1802, este cea mai veche casă-muzeu expusă la Muzeul Arhitecturii Populare din Gorj de la Curtișoara

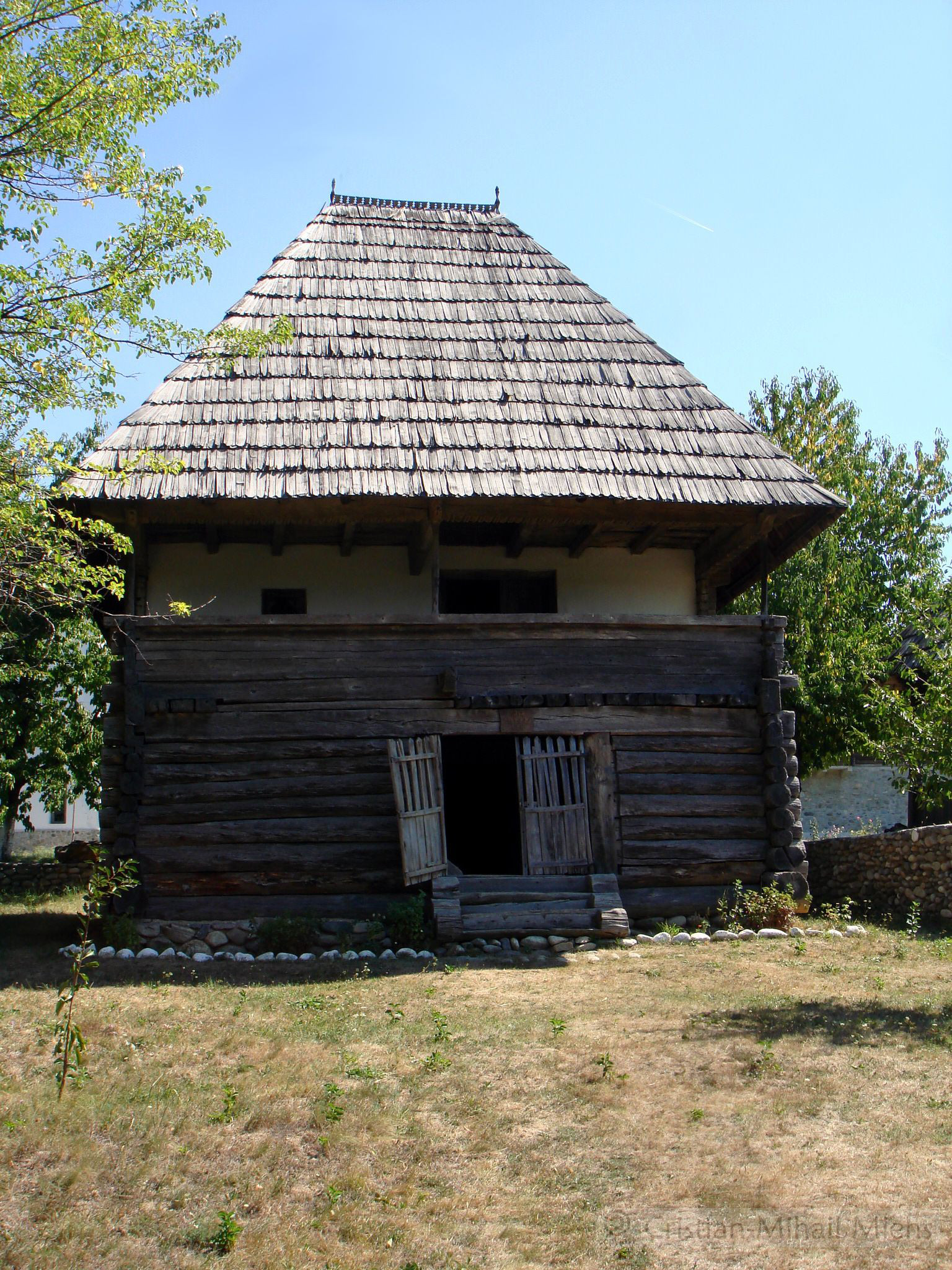
Casa Negreanu, preluată de la Țicleni, construită în prima jumătate a secolului al XIX-lea, de către Marin Negreanu, fiul lui Mihai Negreanu, fost pandur în oastea lui Tudor Vladimirescu.

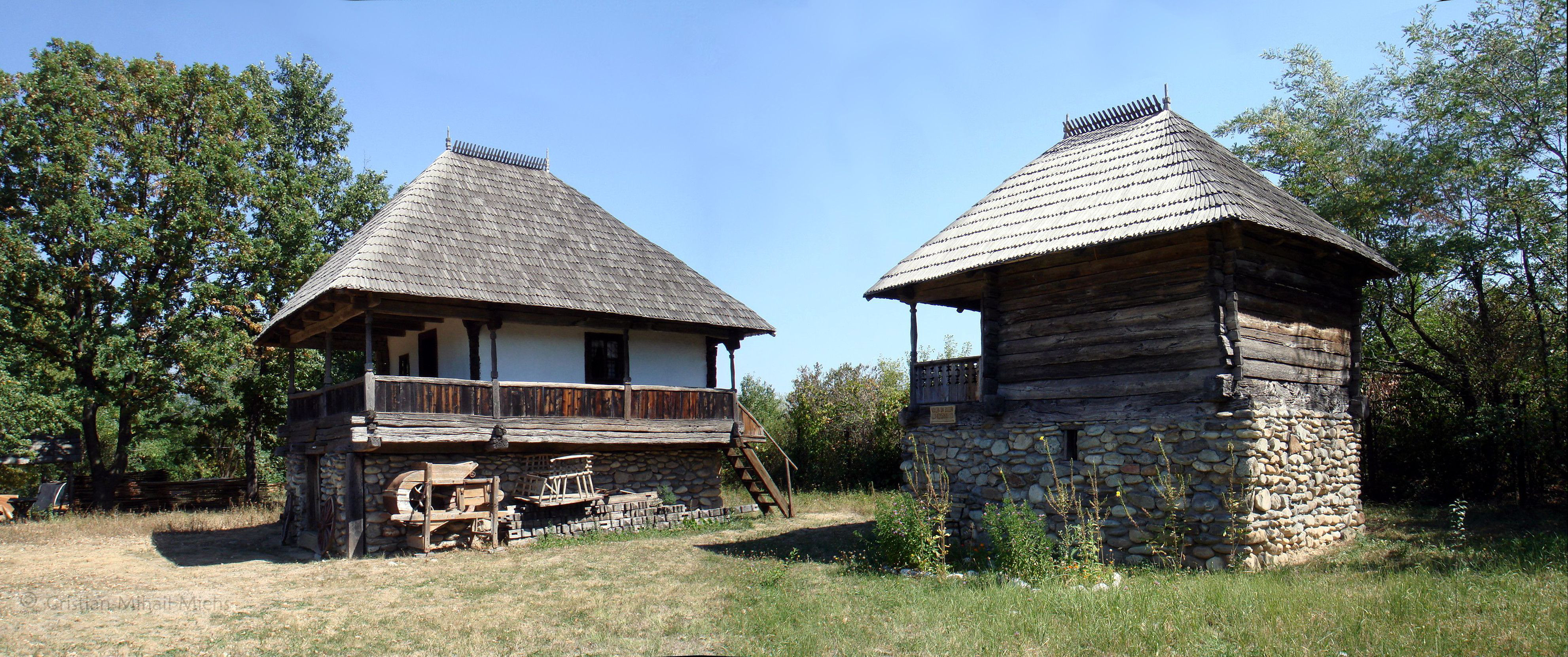
Gospodăria Cârligei, datată 1865 – 1870, este un ansamblu format din casa de locuit (stânga) și odaia de haine (dreapta), aparținând lui Pantelimon Filip din Cârligei, comuna Bumbești-Pițic.

Casa Găleșoaia, a fost casa lui Câlniceanu Nicolae, adusă din satul Găleșoaia, comuna Câlnic. Are două niveluri; la parter, pivniță și prispă, la etaj, cameră și pridvor. Construită din bârne de stejar cioplite în patru muchii, cu acoperiș în patru ape și învelitoare din șiță de brad.

Casa Brădiceni i-a aparținut lui Ciolofan Cătălina din satul Brădiceni, comuna Peștișani. Are trei încăperi (odaie de locuit, odaie de gătit și celar) și pridvor.

Casa Colțescu, din Cărbunești, (mijloc) are o pivniță generoasă, iar accesul la latrină se face cu ajutorul „umblătorii”, o extindere a tindei până în spatele casei.

Începuturile muzeului în aer liber datează din anul 1968, când s-a organizat o expoziție în Cula Cornoiu de la Curtișoara. În 1970, prin Decizia nr. 178/1970 a Consiliului Popular Județean Gorj, s-a hotărât organizarea unui muzeu în aer liber având ca temă ’’Arhitectura populară din Gorj’’, muzeu care a fost inaugurat la 18 august 1975. Muzeul a fost amplasat în satul Curtișoara, aflat la 10 km nord de Târgu Jiu, pe o suprafață de 13 ha. Au fost aduse din județ și amplasate aici un număr de 24 de monumente de arhitectură populară. Meritul înființării muzeului revine muzeografei Elena Udriște și arhitectului Nicolae Vînătoru care a conceput primele schițe.
Muzeul de la Curtișoara, amenajat între anii 1966 și 1975, a luat ființă în jurul Culei Cornoiu, construită în anul 1785, a conacului și a turnului cu apă. Cula, turnul de apă și terenul au fost cumpărate, în anul 1927, de la familia Cornoiu de Constantin Neamțu, guvernatorul Băncii Naționale de la Craiova. Acesta a mai construit un conac, în stilul vechilor case boierești, o casă a slugilor și a mai făcut unele lucrări de modernizare a culei. În anul 1945, proprietarul a fugit în Franța de teama regimului comunist. Cula de la Curtișoara este una dintre cele mai reprezentative pentru județul Gorj și una dintre cele mai frumoase. Era o locuință permanentă, ridicată pe trei niveluri (caturi) pe un platou ce domină valea Jiului, asigurând vizibilitate spre sud în direcția Târgu Jiu. Cula a fost restaurată în anii 1966-1967 și integrată secției de etnografie a Muzeului Județean Gorj, și anume în cadrul Muzeul arhitecturii populare din Gorj.
Muzeul în aer liber cuprinde monumente de arhitectură și tehnică populară din Gorj. Pe lângă cula Cornoiu (secolul al XVIII-lea) au fost aduse și remontate biserica din zid Sf. Ioan Botezătorul (1820), construcții țărănești din lemn (case, pivnițe, pătule, instalații tehnice populare din secolele XVIII - XIX) cu mobilier țărănesc, piese de port, țesături, unelte, ceramică, crestături în lemn. Cea mai veche casă expusă, ridicată cu peste 200 de ani în urmă, este Casa Popii Udriște, din satul Olari, ce datează din 1802. Muzeul expune și două biserici: prima o ctitorie a Bălașei Cornoiu de la 1821 cu hramul Sf. Ioan Botezătorul, iar a doua, aparținând familiei Tătărescu, care au fost strămutate în anul 2002 de la Poiana Rovinari, precum și fântâna Sf. Arhangheli (1896).

## Sporirea patrimoniului

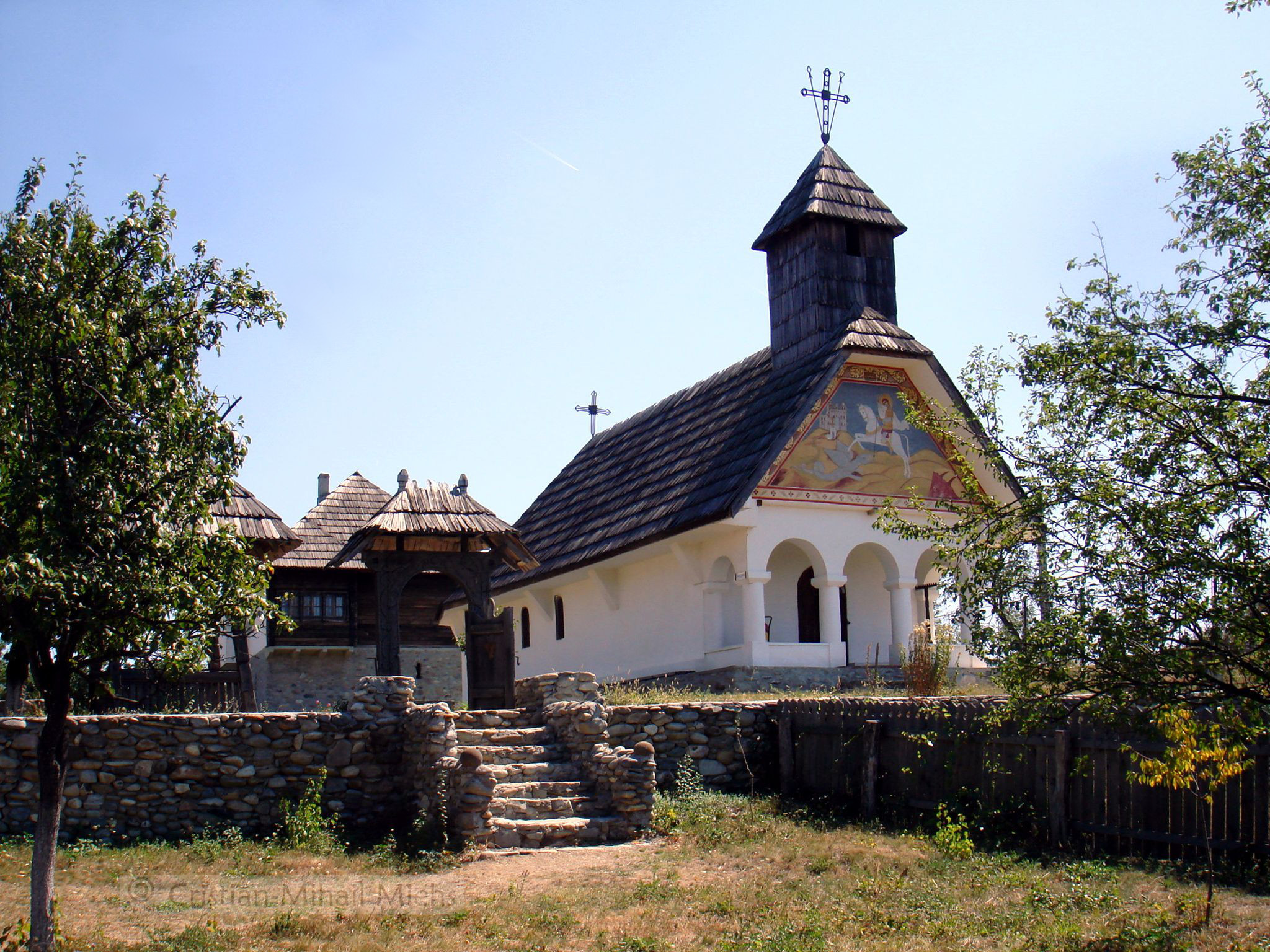
Biserica ansamblului arhitectural Gheorghe Tătărescu

În cursul anilor 2000 – 2002, de la Poiana – Rovinari a fost strămutat în cadrul Secției de Etnografie de la Curtișoara ansamblul arhitectural Gheorghe Tătărescu, compus din casa–culă Gheorghe Tătărescu, biserica familiei cu hramul Sf. Gheorghe și casa Antonie Mogoș, achiziționată de către familia Tătărescu din satul Ceauru, comuna Bălești. Toate acestea au fost donate Muzeului Județean Gorj de Sanda Maria Tătărescu-Negropontes, fiica fostului premier liberal Gheorghe Tătărescu. Amplasarea pe noul teren s-a făcut respectând cât mai fidel dispunerea și orientarea fiecărui obiectiv, astfel încât ansamblul să reamintească pe cât posibil de vechea curte boierească din localitatea Poiana.

## Amputarea
Jumătate din terenul pe care este amplasat, precum și mai multe clădiri reprezentative, între care și Cula Cornoiu, în jurul căreia a luat ființă, au fost retrocedate moștenitorului fostului proprietar. Pe lângă culă, instanța de judecată l-a mai pus în posesie și cu un conac, un turn de apă și casa slugilor, care au fost construite în anul 1927. Pe terenul dobândit de acesta, în suprafață de șase hectare, se află și 16 case și pivnițe țărănești din lemn, toate fiind în patrimoniul muzeului și în cel cultural al țării.
Inițial, Muzeul Arhitecturii Populare deținea 8,721 hectare și cuprindea 28 de obiective. Din luna martie 2006, prin hotărâre judecătorească definitivă și irevocabilă, moștenitorilor lui Constantin Neamțu le-a revenit suprafața de 5,312 hectare, care a fost retrocedată. Muzeul Arhitecturii Populare din Gorj a rămas în proprietate efectivă cu o suprafață de 3,409 de hectare. Pe terenul intrat în proprietatea moștenitorilor se află 16 case, între care 
casa Dumitru Mihai, din Timișeni, casa Motancea cu pivniță, din Bumbești-Jiu, un șopron pentru căruțe, casa Harangica, din Dobrița, casa Ceroi, din Glodeni, mora cu ciutură din Padeș, casa Ion Cariga, cu șopron, din Baia de fier, conacul de plai din Bumbești-Jiu, piva de bătut dimii, din Padeș, pivnița din Boroșteni, pivnița de Deal, din Bălești, pivnița de deal, din Bălănești, cruci monumentale din piatră amplasate alăturat drumului de acces către culă și conac, și alte bunuri.
Noul proprietar, care este stabilit în Franța, a solicitat ca toate colecțiile și lucrurile de mare valoare să fie scoase din cula și din conacul în care se aflau și unde puteau fi vizitate, pentru ca ambele clădiri să-i fie predate. În conac se afla cea mai importantă colecție de ceramică și de porturi populare din Muntenia, pe care muzeografii au fost nevoiți să o mute în altă locație, în condiții mult mai proaste.

## Situația actuală
Nu se știe ce se va întâmpla cu cele 16 case care se află pe terenul care acum nu mai aparține muzeului. Costurile pentru mutarea acestora sunt enorme și muzeul nu dispune de fondurile necesare. Specialiștii în patrimoniul cultural sunt de părere că toate casele care fac parte din Muzeul de la Curtișoara trebuie păstrate pe actualul amplasament.
În acest scop, autoritățile din Gorj și reprezentanții muzeului au discutat cu noul proprietar și i-au propus să găsească împreună o formă de parteneriat, pentru ca muzeul să nu se restrângă, iar casele și tot ce se află acolo să rămână pe actualul amplasament. A fost de acord și a rămas stabilit să prezinte un protocol de colaborare. Deocamdată (2012), partea din muzeu care a fost retrocedată este închisă cu gard, iar poarta de acces încuiată cu lacăt, astfel că nu mai este admis accesul vizitatorilor.